# Good Tech Conference
Good Tech Conference är en nationell mötesplats för alla som leder och arbetar med utveckling av och med stöd av digitalisering. Under trettio år gick konferensen under namnet Sundsvall 42 men bytte 2018 namn till Good Tech Conference för att markera en modernare och djupare inriktning inom just digitalisering. Konferensen omfattar aktuella seminarier om samhällsnyttig innovation genom digitalisering av verksamhet och skapar en plats för nätverkande, utveckling och kunskapsutbyte. Utgångspunkt för konferensen är att den ska ge plats för viktiga ämnen och riktiga frågor. Konferensen äger rum från tisdag till torsdag under vecka 42 och hålls i Sundsvall. Den första upplagan av konferensen startades av Göran Ledell 1988 och firade därför 30 år 2017. Totalt har över 2000 seminarier genomförts och samlat cirka 20 000 besökare genom åren. Konferensens ursprungliga syfte var att finansiera systemvetenskaplig forskning vid dåvarande Högskolan i Sundsvall/Härnösand. Den samlar över 400 deltagare, vissa år 700-800 deltagare, – alltifrån IT-konsulter och systemutvecklare vid myndigheter, banker, försäkringsbolag och industri till startupföretag, forskare och studenter – vilket gör den till den största konferensen i sitt slag i Norrland, och en av Sveriges mer välbesökta utvecklarkonferenser.
Konferensen omfattar vanligen ett 50-tal föreläsningar fördelade på åtta huvudspår och dessutom utställningar och workshops. Inriktningen för konferensen var ursprungligen mot administrativ databehandling och har traditionellt legat på mötet mellan verksamhetsutveckling och IT, e-förvaltning och ledarskap för myndigheter och andra stora organisationer. På senare år har konferensen även haft spår mot användarupplevelse, öppna data, informationssäkerhet, systemförvaltning och teknisk utveckling, även med tillämpning mot tillverkningsindustri. Konferensen är icke-kommersiell och dess överskott finansierar stipendier för goda prestationer till studenter inom digitaliseringsområdet och stöttar aktiviteter som främjar verksamhetsutveckling i det digitala samhället.
Sundsvall 42 bytte namn till Good Tech Conference inför 2018 års konferens, efter 30 år, i syfte att ge fokus på goda värden för samhället som digitalisering kan skapa. Namnändringen är ett led i en vision om en Good Tech Region – ett begrepp som används om Västernorrlandsregionens nära samverka n mellan myndigheter, IT-bransch och industri.

## Science and innovation day
Under samma vecka som Good Tech Conference, arrangeras forskningskonferensen Science and innovation day. Under denna konferens presenteras forskning och näringslivssamarbete av forskare och doktorander från bland annat Mittuniversitetets forskningscenter Sensible Things that Communicate (STC) och Fibre Science and Communication Network (FSCN), tillsammans med Fiber Optic Valley i Hudiksvall och BioBusiness Arena samt Bizmaker. De olika konferenser som har legat i anslutning till varandra i Sundsvalls stora konferensvecka har tillsammans kallats Sundsvall Big 42.

## Bron Innovation
Konferensen drivs av den ideella föreningen Bron (som fram till oktober 2014 hette Sundsvall 42), och genomförs av aktiebolaget Bron Innovation AB (tidigare Sundsvall 42 AB), vars kontor finns i Grönborg. Föreningen består av representanter för myndigheter, näringsliv, IT-konsulter, forskning och högre utbildning i Västernorrlands region, och har som mål att tillvarata digitaliseringens möjligheter till utveckling samt bidra till långsiktig hållbar tillväxt och ett hållbart, jämställt och inkluderande samhälle. Föreningen arrangerar och deltar i flera aktiviteter, där den årliga Digitaliseringskonferensen under vecka 42 är mest känd. Ett annat exempel är Good Tech hack där studenter och näringslivsdeltagare föreslår samhällsnyttiga innovationer, vilket arrangeras tillsammans med Mittuniversitetets Branchsamverkan IT.